# Buzancy (Ardennes)
Buzancy település Franciaországban, Ardennes megyében. Lakosainak száma 381 fő (2022. január 1.). Buzancy Bar-lès-Buzancy, Bayonville, Fossé, Harricourt, Imécourt, Nouart, Thénorgues, Verpel, Tailly és Bernoy-le-Château községekkel határos.

## Népesség
A település népességének változása:
| Lakosok száma | 450  | 470  | 411  | 368  | 379  | 339  | 348  | 359  | 372  | 381  |
|               | 1968 | 1982 | 1999 | 2006 | 2011 | 2015 | 2017 | 2018 | 2020 | 2022 |